# Francesc de Paula Sànchez i Cavagnach
Francesc de Paula Sánchez i Gavagnach (Barcelone, 1845 - Barcelone, 12 septembre 1918) est un compositeur catalan.

## Biographie
Il a fait ses études au Conservatoire de Liceu avec Gabriel Balart. En 1867 a été créé son premier opéra, Rahabba, au grand théâtre du Liceu. Il a poursuivi ses études avec Daniel Auber à Paris (1869-1871). De retour à Barcelone, en 1881, il a créé l'opéra La cova dels orbs. Il a composé diverses œuvres pour mettre en valeur ses élèves du conservatoire lors des concerts de fin d'année: Humorada, pour six pianos à quatre mains, El diablo en Ginebra (1895), pour un ensemble de cordes, piano et harmonium, et un grand nombre de pièces vocales (Aprime d'amore (1893), La palma (1894), La salutación angélica (1896), Ni mai que l'hagués vist (1896), Cançó dels aucells (1898), La zíngara i Carta a Paquita (1899), A la non-non i Són mos amics (1900), Balada catalana (1903). Il a aussi écrit un opéra en un acte, La messagiera (1899).
Il a été professeur de théorie musicale et d'ensemble de chambre du Conservatoire de Liceu, qu'il a dirigé de 1893 jusqu'à la fin de sa vie en 1918. Parmi ses élèves, on peut citer Frank Marshall et Lluïsa Casagemas i Coll.
Il a laissé des pièces pour voix et piano (qu'il appelle simfomeles), de la musique religieuse, une Teoría de la música (1888) et un Tratado de harmonía (1899).